# Pocitos
Pocitos – dzielnica (barrio) miasta Montevideo, stolicy Urugwaju. Położone jest w południowej części miasta, nad wybrzeżem estuarium La Platy. Stanowi ekskluzywną dzielnicę plażową. Przebiega tędy fragment Rambla de Montevideo pod nazwą Rambla Republica del Peru. 
Znajduje się tu wiele interesujących architektonicznie budynków w tym Casa Darnaud (obecna ambasada Rosji). W 1986 roku budynki Casa Felipe Yriart, Casa Casabó i Casa William zostały uznane za Dziedzictwo Narodowe, a w roku 2002 do listy dołączył Escuela Brasil, gdzie obecnie znajduje się szkoła.

## Galeria

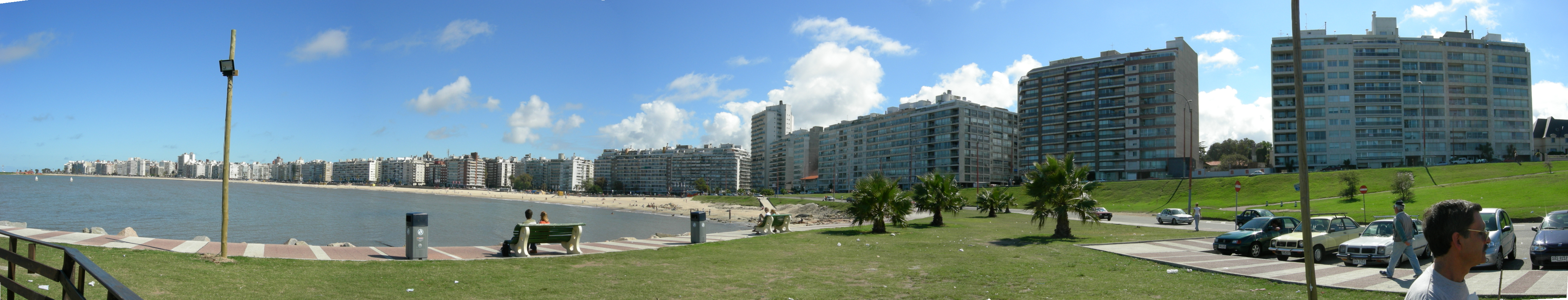
Panorama Pocitos

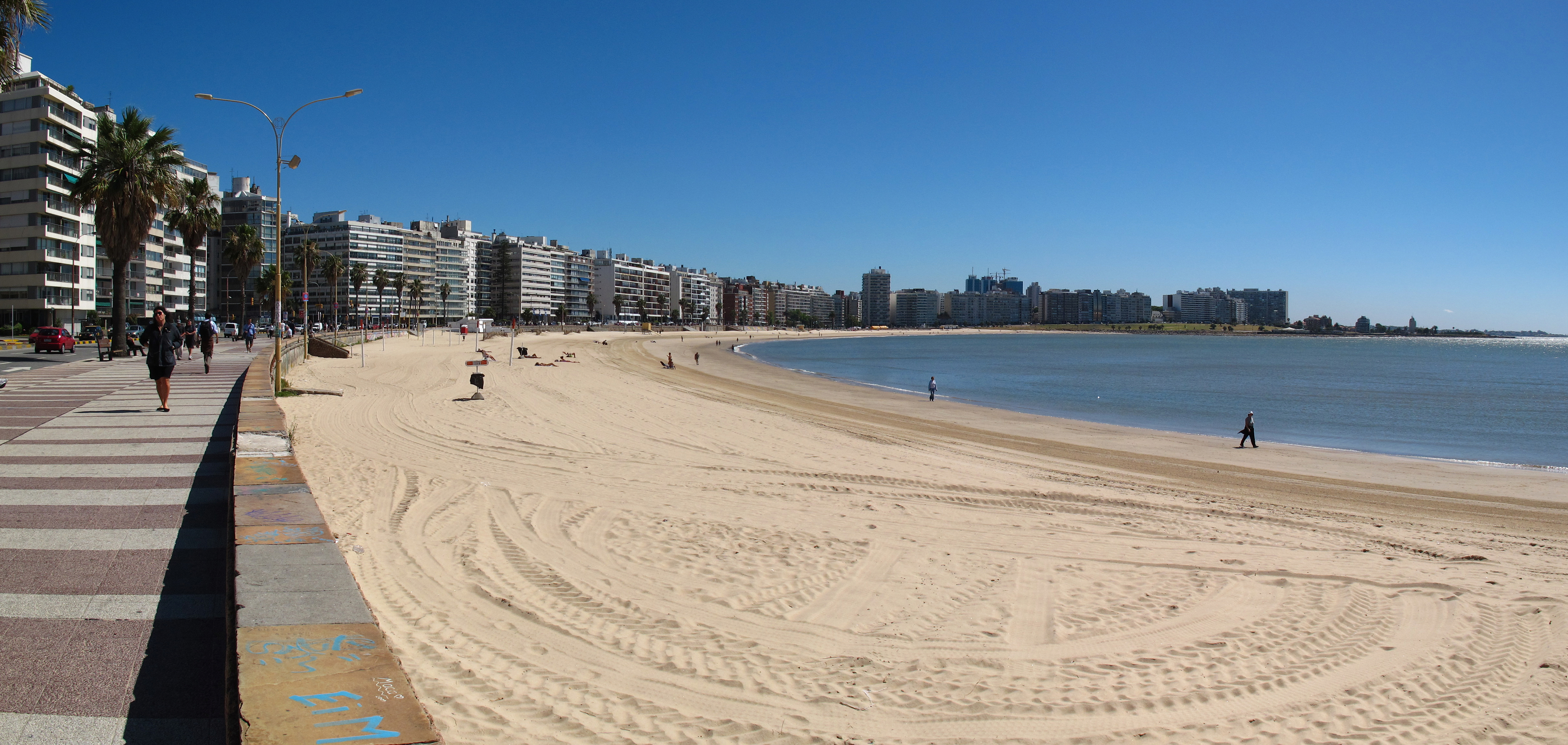
Plaża w Pocitos